# Крылов, Иван Захарович
Ива́н Заха́рович Крыло́в (1816 — 12 (24) декабря 1869, Москва) — русский писатель
, автор множества лубочных произведений, беллетрист духовно-исторического содержания.

## Биография
Сын купца, почётного гражданина. «Русский биографический словарь» указывает, что он «образование получил в Московской практической академии». Однако в «Списке воспитанников окончивших полный курс академии» его имя отсутствует.
Умер 12 (24) декабря 1869 года.

## Сочинения
«Русский биографический словарь» отмечал, что «Крылов писал много, но произведения его весьма невысокого достоинства, отличаются плохой обработкой, напыщенностью; впрочем, они удовлетворяли вкусам невзыскательной части публики и расходились во множестве; некоторые переиздавались по несколько раз в течение почти 50 л.» 
Им было напечатано около двадцати книг различных жанров (бытовые и исторические романы и повести, сказки, очерки религиозного и исторического содержания), в числе которых:
- «Осужденный», повесть (М., 1835)
- «Юрий, последний великий князь Смоленский». Русская быль лета 1406 (М., 1840)
- «Достопамятные могилы в Московском Высоко-Петровском монастыре» (М., 1841)
- «Жизнь Иоанна Предтечи» (выдержала 6 изданий с 1842 по 1858)
- «Предание о том, как солдат спас Петра Великого от смерти» (выдержало 5 изданий с 1843 по 1859)
- «Страшное приключение отставного солдата Архипа Сергеича. Старинное русское предание» (4 издания — в 1844, 1862, 1881 и 1897)
- «Очерк жизни и литературных трудов Н. А. Полевого» (М., 1849)
- «История креста, на котором был распят Иисус Христос» (4 издания с 1850 по 1855)
- «Для чего женился человек», роман (М., 1851 и 1853)
- «Влюблённый в самого себя» (2 издания)
- «Сказание о воздвижении Креста Господня» (М., 1855)
- «Тюфяк», роман в 2 частях (М., 1855, 1862 и в «Библиотеке романов», изд. Н. Улитина, вып. 8—11)
- «Истинная любовь, или Те же декорации через два года» (М., 1852 и в «Библиотеке романов», вып. 5 и 6)
- «Историческое описание всех коронаций великих князей и царей российских» (М., 1856)
- «Историческое описание всех коронаций Императоров и Императриц» (М., 1856)
- «Убиение Димитрия царевича в Угличе», повесть (3 издания, в 1857 и 1863)
- «Чудные видения, бывшие в Москве перед нашествием Магомет-Гирея» (М., 1862)
- «История Ерофея Ерофеича, изобретателя ерофеича» (М., 1863)
- «Жития апостолов Христовых» (2 части, 2 издания, 1863—1864, 1869)
- «Чудеса мощей святого царевича Димитрия» (М., 1870, 1874 и 1891)